# Bánréve
Bánréve là một thị trấn thuộc hạt Borsod-Abaúj-Zemplén, Hungary. Thị trấn này có diện tích 6,63 km², dân số năm 2010 là 1329 người, mật độ 200 người/km².